# Vicariat apostolique de Mongo
Le vicariat apostolique de Mongo (en latin : Apostolicus Vicariatus Mongensis) est une juridiction de l'Église catholique romaine au Tchad. Elle épouse les limites des régions du Guéra et du xx, soit 533 840 km2.

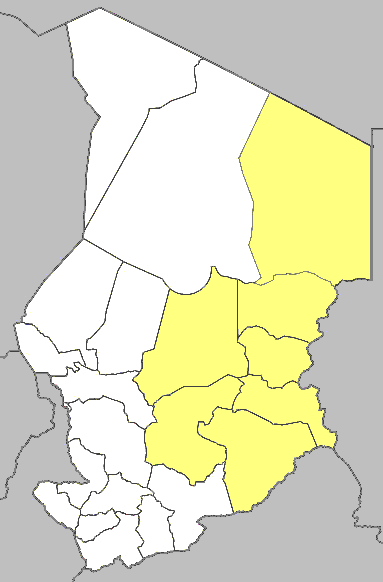
Carte du vicariat apostolique de Mongo

## Historique
La préfecture apostolique de Mongo a été érigée le 1er décembre 2001 (territoire pris sur l'Archidiocèse de Ndjamena et le Diocèse de Sarh). Elle est érigée en vicariat apostolique le 3 juin 2009. En 2012 commence la construction de la Cathédrale de Mongo, qui remplacera l'ancienne église de la paroisse Saint Ignace de Mongo.

## Situation actuelle
- Vicaire apostolique : Philippe Abbo Chen
- Nombre de paroisses : 6 (2009)
- Nombre de catholiques : 6 000 (sur 1 700 000) soit 0.3 % (2009)

## Liste des ordinaires du siège deMongo

### Préfet apostolique
- 1er décembre 2001-3 juin 2009 : Henri Coudray

### Vicaires apostoliques
- 3 juin 2009 - 14 décembre 2020 : Henri Coudray, promu vicaire apostolique.
- depuis le 14 décembre 2020 : Philippe Abbo Chen

## Sources
- L'ANNUAIRE PONTIFICAL, sur le site http://www.catholic-hierarchy.org, à la page